# Municipio de San Miguel Totolapan
El municipio de San Miguel Totolapan es uno de los 85 municipios del estado mexicano de Guerrero, ubicado en  la región Tierra Caliente de dicho estado. Su cabecera es la población de San Miguel Totolapan.

## Geografía
El municipio de San Miguel Totolapan se localiza al noroeste del estado de Guerrero, entre los paralelos 17°30′ y 18°12′ de latitud norte y los 100°5′ y 100°32′ de longitud oeste, con respecto del meridiano de Greenwich, en la región de Tierra Caliente de la entidad. 
Posee una superficie total de 2 370.9 kilómetros cuadrados, cantidad que representa el 3.7% respecto a la superficie territorial total del estado. Sus límites territoriales son al norte con el municipio de Arcelia, al sur con el municipio de Atoyac de Álvarez, al oriente con el municipio de General Heliodoro Castillo y con el municipio de Apaxtla y al oeste con el municipio de Ajuchitlán del Progreso.

## Demografía
Conforme al Censo de Población y Vivienda de 2020 realizado por el Instituto Nacional de Estadística y Geografía (INEGI), el municipio de San Miguel Totolapan contaba hasta ese año con un total de 24 139 habitantes, de los cuales, el 49.2% eran hombres y 50.8% eran mujeres.

### Localidades
En el censo de 2020 el municipio de San Miguel Totolapan contaba con 151 localidades.
| Código INEGI      | Localidad            | Población (2020) |
| ----------------- | -------------------- | ---------------- |
| 120540001         | San Miguel Totolapan | 4 310            |
| 120540143         | El Terrero           | 1 608            |
| 120540149         | Valle Luz            | 1 335            |
| 120540187         | Linda Vista          | 1 292            |
| 120540083         | Pandoloma            | 1 121            |
| 120540153         | Villa Hidalgo        | 1 060            |
| Otras localidades | Otras localidades    | 13 413           |
| Total municipal   | Total municipal      | 24 139           |

## Política

### Representación legislativa
Para la elección de diputados locales al Congreso del Estado de Guerrero y de diputados federales a la Cámara de Diputados federal, el municipio de San Miguel Totolapan se encuentra integrado en los siguientes distritos electorales:
Local:
- Distrito electoral local 17 de Guerrero con cabecera en Coyuca de Catalán.[6]

Federal:
- Distrito electoral federal 1 de Guerrero con cabecera en Ciudad Altamirano.[7]

### Presidentes municipales
- (2021 - 2022): Conrado Mendoza Almeida[8]
- (2022): José Alberto Nava Palacios (interino)
- (2022 - 2024): Fredy Palacios Vázquez[9]
- (2024 - 2027): Arturo Julián Gómez